# NA-126
La NA-126 es una carretera de interés para la Comunidad Foral de Navarra, tiene una longitud de 22,93 km, comunica Cabanillas y Fustiñana.

## Recorrido
La NA-126 inicia su recorrido en el enlace con la  NA-8703 . Atraviesa los municipios de Cabanillas y Fustiñana y termina en la  A-126 . 

## Poblaciones y enlaces importantes
| Denominación | Kilómetro | Salida                         | Dirección                      | Carretera                      |
| ------------ | --------- | ------------------------------ | ------------------------------ | ------------------------------ |
| NA-126       | 0         |                                | Tudela                         | NA-2373                        |
| NA-126       | 2         |                                | Fontellas Monteagudo           | NA-134                         |
| NA-126       | 2         |                                | Arguedas Lodosa                | NA-134                         |
| NA-126       | 6         |                                | Pol. Ind. Orzagal              |                                |
| NA-126       | 7         | Travesía de Cabanillas         | Travesía de Cabanillas         | Travesía de Cabanillas         |
| NA-126       | 10        |                                | Ribaforada Ablitas             | NA-5202                        |
| NA-126       | 10        | Travesía de Fustiñana          | Travesía de Fustiñana          | Travesía de Fustiñana          |
| NA-126       | 19        |                                | Buñuel Cortes                  | NA-5211                        |
| NA-126       | 22        | Continúa en Zaragoza por A-126 | Continúa en Zaragoza por A-126 | Continúa en Zaragoza por A-126 |